# Желтобрюхий толстоклювый кардинал
Желтобрюхий толстоклювый кардинал (лат.  Caryothraustes canadensis) — вид птиц из семейства кардиналовых (Cardinalidae). Выделяют четыре подвида. Представители вида распространены в Панаме и Южной Америке. 

## Описание
Желтобрюхий толстоклювый кардинал достигает длины 17 см. Верхняя часть тела, крылья и хвост оливково-зеленоватого цвета, нижняя часть тела ярко-жёлтая. Клюв толстый с серебристым основанием. Маска чёрного цвета располагается вокруг клюва, доходит до глаз и заходит на горло.

## Распространение и места обитания
Желтобрюхий толстоклювый кардинал распространён в Южной Америке. Прерывистый ареал простирается от востока Панамы до юго-восточной Бразилии. Обитает в подлеске субтропических или тропических влажных низменных лесов и на окраинах деградированных лесов на высоте от уровня моря до 1000 м над уровнем моря. Обычно встречается парами или небольшими группами, численностью до 20 особей, иногда присоединяется к смешанным группам кормящихся птиц. Питается плодами и насекомыми.

## Подвиды
Выделяют четыре подвида:
- Caryothraustes canadensis simulans Nelson, 1912 – восток Панамы
- Caryothraustes Canadensis (Linnaeus, 1766) – юго-восток Колумбии, юг Венесуэлы, Гайана и север Бразилии
- Caryothraustes frontalis (Hellmayr, 1905) – северо-восток Бразилии
- Caryothraustes brasiliensis Cabanis, 1851 – восток Бразилии